# The Dingbat Family
The Dingbat Family (« La Famille Dingbat ») ou The Family Upstairs est une série de bande dessinée de l'Américain George Herriman publiée sous forme de strip quotidien du 20 juin 1910 au 4 janvier 1916 dans le New York Evening Journal. Malgré de nombreuses qualités propres, cette série est aujourd'hui surtout connue pour sa bande complémentaire lancée en juillet 1910, à l'origine de Krazy Kat, une des bandes dessinées les plus reconnues au monde.

## Historique

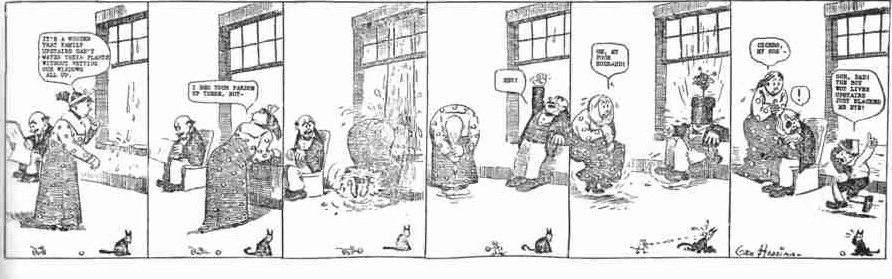
The Family upstairs, juillet 1910. La bande dessinée montre en bas un chat et une souris qui viennent remplir le bas des cases, à la façon de la coccinelle de Gotlib. Peu à peu, ils auront leurs propres cases et deviendront Krazy Kat et la souris Ignatz.
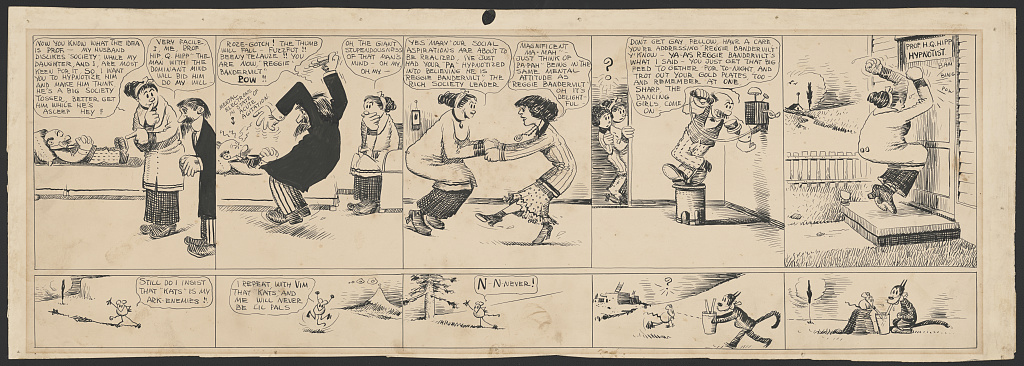
The Family upstairs, après 1910.

## Description
Cette bande dessinée humoristique présente les vicissitudes d'une famille américaine moyenne, les Dingbat, dans leur appartement : E. Pluribus, le père, un clerc rachitique et nerveux, Minnie, sa grande et robuste épouse blonde qui porte la maisonnée, Imogene, Cicero et Baby, leurs trois enfants, un chat et un chien. D'août 1910 à novembre 1911, ils sont confrontés à des voisins du dessus particulièrement pénibles—la série est alors rebaptisée The Family Upstairs (« La Famille du dessus »), qui n'apparaît jamais dans le strip mais obsède E. Pluribus, qui cherche par tous les moyens à s'en débarrasser. Leur immeuble est ensuite abattu et ils partent s'installer en Californie, où ils vivent de nouvelles histoires typiques du comic strip familial jusqu'à l'arrêt de la série en janvier 1916. Herriman lance alors Baron Bean (en).
The Dingbat Family n'est pas rééditée et n'a pas été traduite en français.